# Nebelwerfer

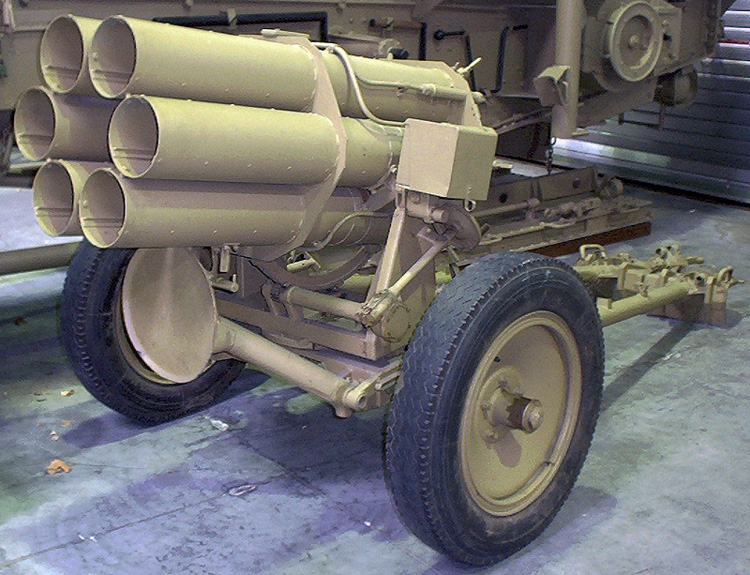
Zes loops Nebelwerfer

De 15cm Nebelwerfer 41 (15cm Nbl.W.41) en 21cm Nebelwerfer 42 (21cm Nbl.W.42) waren raketwerpers die tijdens de Tweede Wereldoorlog door de Duitsers tegen vijandelijke troepen of stellingen gebruikt werden. Ze werden ontwikkeld in de jaren 30 en konden in tien seconden een salvo van zes of vijf raketten afvuren.
Door het hoge krijsende geluid dat de raketten maakten als ze werden afgevuurd kreeg de Nebelwerfer van de geallieerde soldaten verschillende bijnamen zoals "Screaming Meemie" (Schreeuwende Mimi) en "Moaning Minnie" (Kreunende Minnie).